# Off-White (companyia)
Off-White (estilitzada com OFF-WHITE c/o VIRGIL ABLOH) és una marca de moda fundada pel dissenyador creatiu estatudinenc Virgil Abloh. L'empresa es va constituir a París, França en el 2012. La marca compta amb 24 botigues independents i està present a botigues com Barneys, Selfridges, Harrods i Le Bon Marché. És considerada com una de les marques de moda més de moda i sol·licitades del món, només per darrere de Gucci i davant de Balenciaga com "la marca més calenta (de moda)."
La roba de la marca utilitza elements gràfics estilitzats com l'ús de les cometes, i articles com les corretges de cremallera, el disseny del cinturó amb sivella industrial groc i les seves fletxes de quatre direccions que creen una creu. Té col·laboracions amb Nike, Levi, Jimmy Choo, IKEA i Évian.

## Història
L'empresa va ser fundada per primera vegada com "PYREX VISION" per Virgil Abloh a la ciutat italiana de Milà en el 2012, nom que va ser abandonat després que aquesta fos criticada per imprimir "PYREX 23" en la clàssica silueta de franel·la de rugbi de Ralph Lauren, i revendre-la per un preu prèmium de 550 dòlars. Abloh va rebatejar l'empresa amb el nom d'Off-White, que descriu com "l'àrea grisa entre el negre i el blanc com el color blanquinós" en el món de moda. Ha mostrat col·leccions a les desfilades de la Setmana de Moda de París, i es ven a botigues al detall d'Hong Kong, Tòquio, Londres i Nova York.
L'agost del 2019, José Neves, propietari de Farfetch, compra New Guards Group, l'organització matriu d'Off-White per 675 milions de dòlars.

## Col·laboracions
Off-White ha col·laborat amb marques i dissenyadors com Nike, Levi, Jimmy Choo, IKEA, Moncler, Browns, Warby Parker, SSENSE, Sunglass Cabana, Champion, Évian, Converse, Dr. Martens, Barneys Nova York, Umbro, Timberland, Takashi Murakami, Heron Preston, Chrome Hearts, ASAP Rocky, Byredo, Boys Noize i Le Bon Marché.

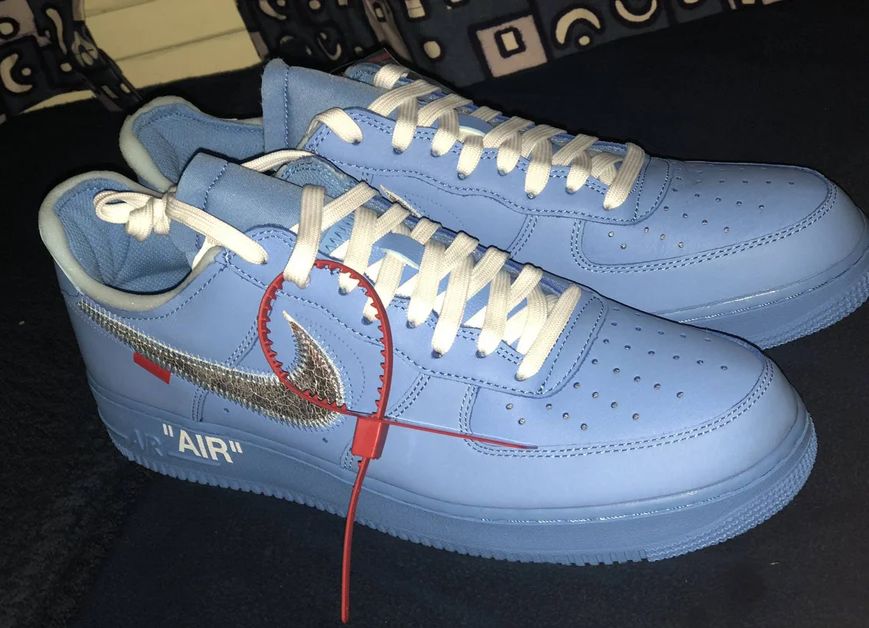
Col·laboració d'Off-White amb el Museu d'Art Contemporani de Chicago.

A la tardor de 2016 i a l'hivern de 2017, l'empresa va col·laborar amb la línia principal de Levi's, Made & Crafted, i va editar dotze peces, sis de les quals eren unisex.
A principis de 2017, la companyia va col·laborar amb Nike i va treballar en un projecte anomenat "The Ten", que és una col·lecció de sabatilles d'esport amb Air Jordans, Converse, Air Max, Nike Air Force One, i Nike Blazers. La línia de calçat de col·laboració es va dividir en dues categories, la "Revealing" i la "Ghosting". Els dissenyadors d'Off-White i Nike van tenir una visió actualitzada de les sabatilles més d'estil dels noranta, amb diversos patrons i diferents tipus de materials com el plàstic i el tul.
En 2017, l'empresa va col·laborar amb Champion en el desenvolupament de setze peces de vestir, incloent-hi xandalls, dessuadores, polars i samarretes. L'agost de 2017, l'empresa també va col·laborar amb A$AP Rocky amb el seu segell AWGE. En 2018, es va associar amb Jimmy Choo per a crear una col·lecció d'estiu/primavera inspirada en Lady Diana, exprincesa de Gal·les.
L'abril de 2018, col·labora amb Ikea en la fabricació de mobles destinats a millennials. A la tardor 2018 i l'hivern 2019, col·labora amb Sunglass Hut en una línia unisex d'ulleres de sol anomenada "For Your Eyes Only". El març de 2019, col·laborar amb SSENSE en la confecció d'una gamma de roba esportiva.
El juny 2019, l'empresa col·labora amb el Museu d'Art Contemporani de Chicago, per crear un color blau nou per la Nike Air Force One.